# 羽鬚唇飛魚
羽鬚唇飛魚，為輻鰭魚綱鶴鱵目鶴鱵亞目飛魚科的其中一種。

## 分布
本魚僅分布於日本的九州、本州、四國的近海海域。

## 特徵
本魚體延長，略側扁，眼大，吻短，吻長小於眼徑；頭長短於背鰭起點至尾鰭上葉起點之間距；下顎略較上顎突出，兩顎具細齒；胸鰭甚長，具14至16枚軟條；第一軟條不分枝，第三、四鰭條最長，其末端達尾柄部；腹鰭較大，基底位於鰓蓋後緣至尾鰭上葉起點間距中央之前方，其末端達臀鰭中央；背鰭與臀鰭對在於體之後方，背鰭具12至14枚軟條，臀鰭具10至12枚軟條，臀鰭起點在背鰭第4至7鰭條基底之下方，背鰭較臀鰭高大；尾鰭深開叉，下葉長於上葉；側線低位，近腹緣；體被易脫落大圓鱗，背鰭自側線間有鱗7至8列，背鰭前正中線上有鱗40至46枚；口蓋骨有齒。幼魚具高背鰭，下顎具1寬而周緣有細裂之鬚。體背部及頭上部藍黑色，腹部銀白色；胸鰭透明，腹鰭淡色，背鰭及尾鰭暗色，臀鰭無色。體長可達50公分。體重可達1公斤。

## 生態
本魚為最大型的「四翅型飛魚」，且屬於較冷水性溫帶魚類，於2月下旬水溫約19℃左右接近日本八丈島近海產卵。

## 經濟利用
本魚為日本之重要漁產，於秋冬交在高知縣及宮崎縣可以延繩釣及流刺網捕獲，為食用魚，可做生魚片、鹽燒及作成魚乾。

## 扩展阅读
維基物種上的相關：羽鬚唇飛魚